# 55e division (armée impériale japonaise)
La 55e division (第55師団, Dai-go-jū-go shidan) est une unité d'infanterie de l'armée impériale japonaise basée à Zentsūji puis en Birmanie durant la Seconde Guerre mondiale. Son nom de code est Division Sō (壮兵団, Sō-heidan). Elle est créée le 10 juillet 1940 en même temps que les 51e, 52e, 54e, 56e, et 57e divisions. Elle partage son quartier-général avec la 11e division. Elle recrute dans les quatre préfectures de l'île de Shikoku et est initialement affectée à l'armée du district central.
En 1941, la division est affectée à la 15e armée et participe à la conquête japonaise de la Birmanie. Son 143e régiment d'infanterie est détaché pour aller capturer Dawei (Tavoy) et Myeik (Mergui), tandis que le corps principal de la division capture Mawlamyine (Moulmein) le 31 janvier 1942. En mars 1942, la division combat pendant 14 jours près de la ville de Taungû contre la 200e division chinoise affaiblie. Le combat prend fin quand les Chinois sont forcés de reculer. Le 18 avril 1942, la 55e division parvient à encercler la 55e division chinoise et a l'annihiler. Durant la campagne de Birmanie, le 144e régiment d'infanterie (en) de la 55e division est détaché et envoyé en Nouvelle-Guinée. Les restes de la division sont utilisés pour contrer l'attaque britannique mal planifiée (campagne d'Arakan) à Donbaik (Sittwe) à partir du 18 mars 1943. Le 3 avril 1943, la 55e division commence son avancée au-delà de la rivière Mayu, réussissant à encercler et vaincre un certain nombre d'unités britanniques. Rencontrant une forte résistance à partir de mai 1943, la 55e division est toujours le 15 novembre 1943 dans l'État d'Arakan. Finalement, elle participe à l'offensive ratée de la bataille d'Admin Box en février 1944. Après la désastreuse bataille d'Imphal, elle est affectée à la 28e armée, et après avoir reculé jusqu'à l'Irrawaddy, la division est affectée à la 38e armée. Elle se trouve à Phnom Penh au Cambodge au moment de la reddition du Japon le 15 août 1945.